# Glansijsvogel
De glansijsvogel (Alcedo quadribrachys) is een vogel uit de familie ijsvogels (Alcedinidae).

## Verspreiding en leefgebied
Deze soort komt voor in westelijk en centraal Afrika en telt twee ondersoorten:
- A. q. quadribrachys: van Senegal en Gambia tot westelijk centraal Nigeria.
- A. q. guentheri: van zuidelijk Nigeria tot Kenia, noordwestelijk Zambia en noordelijk Angola.

## Status
De grootte van de populatie is niet gekwantificeerd maar de soort wordt omschreven als wijdverspreid en algemeen voorkomend. Op de Rode lijst van de IUCN heeft deze soort de status niet bedreigd.